# Narząd tympanalny
Narząd tympanalny, aparat tympanalny, narząd bębenkowy – narząd słuchowy owadów, występujący symetrycznie u niektórych prostoskrzydłych, pluskwiaków i motyli. Stanowi rodzaj rezonatora pokrytego cienką błoną bębenkową, na której znajdują się skolopofory. Może być zlokalizowany w goleniach odnóży krocznych (u prostoskrzydłych), u podstawy pierwszej pary skrzydeł lub na granicy tułowia i odwłoka (u motyli), bądź na granicy pierwszego i drugiego segmentu odwłoka (u piewików).